# Katia Zuccarelli
Katia Zuccarelli (/ˈkætiə zuːkəˈrɛli/; phát âm tiếng Ý: [ˈkaːtja ddzukkaˈrɛlli, - ttsuk-]; sinh ngày 12 tháng 11 năm 1992), được biết đến với nghệ danh Katia, là một ca sĩ kiêm người viết bài hát người Canada.

## Tiểu sử
Zuccarelli từng góp giọng cho bài hát chủ đề của loạt phim Life with Boys của YTV cũng như trong soundtrack cho mùa thứ 4 của Instant Star trên CTV. Cô cũng từng đảm nhiệm vai trò ca sĩ hát đệm trong album Kiss & Tell của Selena Gomez. Năm 2015, Zuccarelli lọt vào top 6 chung cuộc tại chương trình Discovery Program của Hiệp hội Nhạc Đồng quê Canada  và cô đã ký một thỏa thuận phát hành và phát triển với Ole.
Từ tháng 3 năm 2017, Zuccarelli thường xuyên trình bày các bản cover các bài hát của các nghệ sĩ như Shawn Mendes, Taylor Swift, Miley Cyrus, Katy Perry, Selena Gomez, Camila Cabello, và Lady Gaga trên kênh YouTube của mình.
Từ tháng 7 năm 2019, Zuccarelli là sinh viên của chương trình sản xuất âm thanh tại Harris Institute of Music.
Tháng 12 năm 2022, Zuccarelli đã góp mặt trong một sự kiện dọn dẹp bãi biển tại Hamilton, Ontario, Canada do Nature Canada and Blake Moynes tổ chức.

## Danh sách đĩa nhạc

### Đĩa đơn
| Bài hát      | Chi tiết | Album         |                  |
| Bài hát      | Chi tiết | Album         | Date Released    |
| ------------ | --- | ------------- | ---------------- |
| Lose My Mind | - Viết lời: Katia Zuccarelli, Jakub Andrew - Hãng thu âm: Ole, Universal Music Canada - Định dạng: Tải xuống kỹ thuật số | TBD           | 23 tháng 9, 2016 |
| Celebrate    | - Viết lời: Katia Zuccarelli - Hãng thu âm: Ole, Universal Music Canada - Định dạng: Tải xuống kỹ thuật số               | Here's To You | 10 tháng 2, 2017 |

### Album
| Tựa đề        | Chi tiết |
| ------------- | --- |
| Here's To You | - Phát hành: 19 tháng 5, 2017 - Hãng thu âm: Ole, Universal Music Canada - Định dạng: Tải xuống kỹ thuật số, phát trực tiếp |